# Möschenfeld
Möschenfeld ist ein Ortsteil der Gemeinde Grasbrunn im oberbayerischen Landkreis München. 

## Geographie
Der Ort liegt circa eineinhalb Kilometer östlich von Grasbrunn.

## Geschichte
Im Jahr 819 wurde Möschenfeld als Meskilinvelt (in der Bedeutung ‚Feld des Mascelin‘) erstmals genannt, als das Hochstift Freising im Ort einige Besitzungen erwarb.
Siehe auch: Hofmark Möschenfeld

## Baudenkmäler
Siehe auch: Liste der Baudenkmäler in Möschenfeld
- Katholische Wallfahrtskirche St. Ottilia

## Bodendenkmäler
Siehe: Liste der Bodendenkmäler in Grasbrunn